# Paelya
La paelya ([paˈɛlja]), apodada «la paella filipina», es un plato de arroz típico de la gastronomía filipina, que tiene su origen en la paella valenciana. Sin embargo, difiere significativamente en el uso de un arroz glutinoso nativo llamado malagkit, dándole una textura suave y pegajosa, a diferencia de la cocción al dente de la paella original. Se suele adornar con rodajas de huevos duro. La paelya filipina tampoco usa azafrán, sino que usa achuete (achiote), luyang dilaw (cúrcuma) o kasubha (cártamo).
Paelya es un término general para platos similares en Filipinas, independientemente de los ingredientes utilizados. Incluye el «arroz a la valenciana» (generalmente hecho con pollo y chorizo de Bilbao), bringhe (hecho con leche de coco) y la «paella negra» (hecha con tinta de calamar).

## Etimología
Esta nombre filipino deriva de la paella española, que proviene del valenciano, que a su vez tiene su origen en el latín patella. A veces la versión filipina también se puede encontrar como paella, sin embargo, se pronuncia diferente; Como la mayoría de las ocurrencias del dígrafo ll en lenguas filipinas, se pronuncia con [lj] en lugar del español [ʎ]. De ahí la ortografía nativa de paelya.

## Descripción
La paelya se prepara de manera similar a la paella valenciana, pero utiliza más ingredientes indígenas filipinos. En lugar de arroz bomba, se usan variedades locales de arroz, como el arroz tinawon cultivado en La Cordillera, que tiene características similares al arroz bomba. También se usa arroz de grano largo importado (como el arroz jazmín). Esto se mezcla con arroz glutinoso (malagkit) en varias proporciones, que van desde un cuarto del arroz regular hasta partes iguales, dependiendo de qué tan «pegajoso» se desee que sea el producto final.
En lugar de azafrán, la paelya usa achuete (achiote), luyang dilaw (cúrcuma) o kasubha (cártamo). A veces, incluso se agrega un nudo de hojas de pandan (pandano), que imparte una fragancia similar a la vainilla al plato. Algunas variaciones también usarán salsa de tomate tipo sofrito (ginisa) para colorear y darle sabor al plato.
En cuanto a carnes, generalmente se usa pollo, cerdo, ternera y salchichas picantes ahumadas. Las salchichas utilizadas en paelya pueden ser cualquiera de los tipos de longganisa ahumados nativos, pero generalmente son el chorizo de Bilbao (que a pesar de su nombre, es una salchicha nativa de Filipinas). La paelya de mariscos generalmente incluye mejillones (tahong), cangrejo azul (alimasag), langostinos grandes (hipon), almejas (kabibi) y calamares (pusit). Las versiones de carne y mariscos se mezclan comúnmente, como en la original (mar i muntanya). Las verduras y especias típicas utilizadas incluyen pimientos, cebollas, ajo, tomates, jengibre, zanahorias, guisantes, pimienta negra, cebolleta, pimentón y pasas. Por lo general, se adorna con calamansí y rodajas de huevos duros. También se pueden agregar otros condimentos e ingredientes nativos, como tanglad (limoncillo), patis (salsa de pescado) y bagoong alamang (pasta de gambas).
La paelya generalmente se cocina en una paellera, una sartén poco profunda y ancha con dos asas. Aunque también se puede cocinar en un kawali (wok). Debido a la complejidad del plato y sus ingredientes, la paelya rara vez se sirve en las comidas diarias. Se considera una  »comida de lujo» y generalmente se reserva para ocasiones especiales. Paelya se sirve comúnmente durante la Nochebuena.

## Variantes
Debido a que el plato es fácil de modificar, existen numerosas variantes de la paelya, dependiendo de los ingredientes disponibles. Incluyen lo siguiente:

### Arroz a la valenciana
Se llama «arroz a la valenciana» o «arroz valenciana» a un tipo de paelya, aunque a veces se considera como un plato separado. Se origina en la adaptación latinoamericana de la paella. Pero como otras paelyas filipinas, utiliza arroz glutinoso. Utiliza principalmente pollo y chorizo de Bilbao, pero también puede incluir carne de cerdo o ternera.

### Bringhe
El bringhe (también conocido como bringhi, beringhe, biringye, biringyi o kalame manuc) es una variante paelya de la provincia de Pampanga. Es similar al plato valenciano original, pero usa arroz y mezclas de arroz glutinoso cocinadas en gata (leche de coco) con azafrán o cúrcuma (ange en idioma pampango), dándole un sabor y color distintos. Por lo general, incluye pollo, pimientos, guisantes, zanahorias, pasas y chorizo de Bilbao. Sin embargo, también se puede hacer con mariscos y otras carnes. También está característicamente cubierto con huevos cocidos en rodajas. A veces se cocina en hojas de plátano para agregarle su característico aroma.
El bringhe es de origen precolonial y el nombre es un afín de los platos biryani del sur de Asia, pero se ha fusionado con la paella española. La versión original hecha sin el chorizo, los huevos u otros ingredientes de paelya se diferencia como niring biringye o nasing biringye, que es más similar al nasi briyani de Malasia y Singapur.

### Paella al horno con queso
Una variante horneada de paella cubierta con queso, pechugas de pollo y pimientos asados.

### Paella de adobo
Una adaptación relativamente moderna, desarrollada en el Alba Restaurante Español, un notable restaurante español-filipino en Manila establecido por primera vez en 1954. Es un plato de fusión, que combina la paella española con el adobo filipino.

### Paella parillada
Paella con carne o mariscos a la parrilla.

### Paella negra

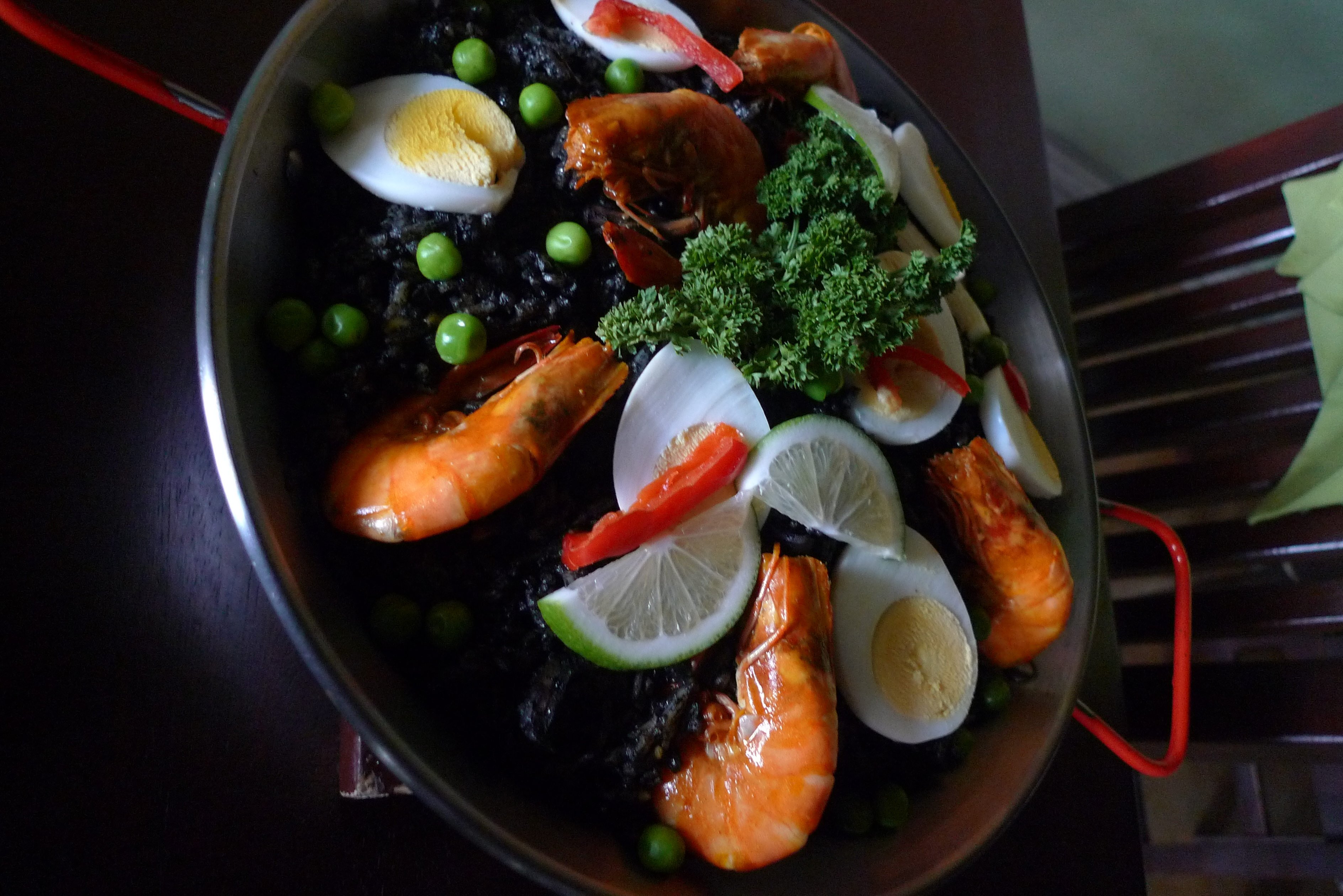
Paella negra filipina.

La paella negra, también llamada arroz negro, es una variante que usa tinta de calamar. El plato es característicamente negro, de ahí el nombre. Es muy similar al plato valenciano y catalán arròs negre, pero al igual que otras paelyas filipinas, utiliza arroz glutinoso.

### Paella sotanghon
Una variante de paelya que usa fideo celofán (sotanghon).